# Verkningsgrad

Uttaget av nyttig energi från ett system är mindre än den tillförda energin.

Verkningsgrad är en dimensionslös storhet som betecknar förhållandet mellan nyttiggjord och tillförd energi i ett system. Den betecknas ofta med den grekiska bokstaven η (eta).
I allmänhet betecknar verkningsgrad kvoten mellan utvunnen nyttoenergi, oavsett i vilken form, och tillförd energi, oavsett i vilken form. Verkningsgraden är i praktiken alltid mindre än 1 eftersom alla verkliga system har energiförluster i någon form. Ofta anges verkningsgraden i procent (1=100%). Ibland anges verkningsgraden även som kvoten mellan nyttiggjord och tillförd effekt vilket är likvärdigt.

## Termodynamik
Inom termodynamiken betecknas verkningsgraden vanligtvis med η (eta), och anger hur mycket av ett systems värmeenergi som går att omvandla till användbart mekaniskt arbete.
Verkningsgraden definieras som kvoten mellan utvunnet arbete (W) och tillförd värmemängd (Q) genom sambandet
{\displaystyle \eta ={\frac {W}{Q}}}
För värmemaskiner ges den teoretiskt största möjliga verkningsgraden av Carnot-verkningsgraden, som är
{\displaystyle \eta ={\frac {T_{h}-T_{c}}{T_{h}}}}
där {\displaystyle T_{h}} är temperatur på varma sidan, och {\displaystyle T_{c}} på kalla sidan, där temperaturerna anges som absoluta temperaturer i kelvin.
Sambandet ovan uttrycker att ju lägre temperatur en värmekälla har, så har den allt sämre "kvalitet", och en allt mindre andel av värmeenergin kan omvandlas till mekaniskt arbete.
Mekaniskt arbete och elektrisk energi är däremot bägge energiformer av mycket hög "kvalitet" som fullständigt kan omvandlas till värme i denna process. Det omvända processen att omvandla värme till mekaniskt arbete eller elektrisk energi innebär betydande förluster.

## Exempel

### Ångmaskiner
Tidiga ångmaskiner hade en katastrofalt dålig verkningsgrad på mindre än 1 procent. Genom olika förbättringar kunde ångmaskiner i början av 1900-talet uppnå verkningsgrader på drygt 20 procent.

### Värmekraftverk
Dagens kärnkraftverk har typiskt en ångtemperatur på 270 °C (cirka 543 K) och kyls med havsvatten på 20 °C (cirka 293 K). Den teoretiskt största möjliga verkningsgraden enligt sambandet (Thot-Tcold)/Thot blir då cirka 46 procent. Praktiskt uppnås normalt cirka 30–35 procent.
Avancerade koleldade kraftverk kan ha en ångtemperatur på upp till 550 °C  (cirka 823 K). Det ger en teoretisk högsta verkningsgrad på cirka 64 procent. Praktiskt kan kanske 50 procent uppnås. Dagens kolkraftverk har i allmänhet en verkningsgrad på omkring 32 – 42 procent.

### Vattenkraftverk
Ett vattenkraftverk har en verkningsgrad på cirka 90 procent.

### Förbränningsmotorer
Verkningsgraden hos förbränningsmotorer kan aldrig vara större än (Thot-Tcold)/Thot. Det innebär att det är en fördel att ha en hög förbränningstemperatur. Här finns det dock praktiska begränsningar i materialens hållfasthet och oönskad produktion av kväveoxider.
Den teoretiska termodynamiska verkningsgraden uppnås endast under ideala kvasistatiska processer. För en bensinmotor blir verkningsgraden avsevärt lägre och kan under goda driftsförhållanden omvandla cirka 30 procent av bränslets kemiska energi till mekaniskt arbete. Stora och långsamtgående dieselmotorer som används i större fartyg kan uppnå en verkningsgrad på drygt 50 procent.

### Belysning
Ljusflöde mäts i lumen, förkortat lm, och en lampas eller belysningsarmaturs verkningsgrad är hur väl den omvandlar inmatad elektrisk energi till ljus. Med vissa antaganden kan man visa att en anordning som fullständigt omvandlar energi till synligt ljus av våglängden 555 nm teoretiskt kan ge 683 lm/watt, men en sådan ljuskälla är knappast användbar då den lyser med ett gulgrönaktigt ljus och har en obefintlig färgåtergivning. På liknande sätt kan man visa att en anordning som avger ett mycket högkvalitativt vitt ljus i det synliga våglängdsområdet med god färgåtergivning teoretiskt kan ge 251 lm/watt. Om något sämre färgåtergivning accepteras kan teoretiskt luminositeter på mellan 260 och 300 lm/watt uppnås.
I dagsläget (2025) marknadsförs till exempel LED-lampor med god färgåtergivning (CRI=97) med angiven effekt på 3,9 watt och ett ljusflöde på 280 lm, vilket motsvarar 72 lm/watt. Marknadsföring sker även av LED-lampor med något sämre färgåtergivning (CRI=80) med angiven effekt 4,9 watt och ett ljusflöde på 470 lm, vilket motsvarar 96 lm/watt
I tabellen återges dels ηteor som avser hur stor andel av tillförd energi som avges som ljus oavsett ljuskvalitet, där resterande avges som värme. I nästa kolumn anges ηprakt där avgiven mängd ljus jämförs med vad som teoretiskt kan åstadkommas när krav ställs på god färgåtergivning.
| Lampa       | Effekt (Watt) | Ljusflöde (Lumen) | Lm/watt | ηteor | ηprakt |
| ----------- | ------------- | ----------------- | ------- | ----- | ------ |
| Glödlampa   | 60            | 600               | 10      | 1,5   | 3,3    |
| LED, CRI=80 | 4,9           | 470               | 96      | 14,0  | 32,0   |
| LED, CRI=97 | 3,9           | 280               | 72      | 10,5  | 23,9   |

I tabellen kan bland annat avläsas att en glödlampa avger 1,5 procent av tillförd energi som ljus, medan övrig energi (98,5 procent) avges som värme. Motsvarande siffror för en LED-lampa med höga krav på färgåtergivning är 10,5 procent, där övrig energi (89,5 procent) avges som värme.

### Elektromaskiner
Elektriska motorer och generatorer omvandlar högvärdig elektrisk energi till högvärdigt mekaniskt arbete (och omvänt) vilket kan ske med små förluster. De har normalt verkningsgrader på minst 90–95 procent.

### Människans metabolism
Verkningsgraden hos metabolismen hos människan är ungefär 20 procent.

## Verkningsgrader större än ett
På vissa apparater förekommer ibland uppgifter om verkningsgrader större än 1. Ett exempel är värmepumpar som kan ha sin prestanda angiven i "verkningsgrad". Verkningsgraden syftar då på mängden utvunnen värme jämfört med tillförd elektrisk energi. Resterande energi tas ur den omgivande luften/jorden/vattnet och den totala verkningsgraden för systemet blir till slut mindre än 1. 
Ett system med verklig verkningsgrad större än 1 skulle vara en evighetsmaskin vilket är omöjligt eftersom det strider mot kända naturlagar. Felaktigheten i resonemanget kommer sig av en för snäv systemgräns där värmepumpens energikälla utelämnats ur beräkningen. 
En otvetydig benämning på värmepumpars prestanda är värmefaktor (COP).

## Systemtänkande/samhällsperspektiv
Även om en apparat i sig har en till synes mycket hög verkningsgrad behöver det inte betyda att det är en optimal energilösning.   
Ett elektriskt värmeelement har till exempel i princip 100 procent verkningsgrad. Kraftverket som alstrar elenergin till elementet har dock en verkningsgrad mindre än 100 procent. För värmekraft är den avsevärt lägre, till exempel kolkraft cirka 40 procent. Trots att elementet har nära nog 100 procent verkningsgrad blir den totala verkningsgraden för systemet "generering av elektricitet + värmeelement" endast 40 procent.